# F & M
 (décembre 2019).
Albums de Lindemann
Skills in Pills
(2015) Live in Moscow
(2021)
F & M (abréviation de Frau und Mann) est le deuxième album studio du groupe germano-suédois Lindemann composé de Till Lindemann, le chanteur de Rammstein et de Peter Tägtgren, multi-instrumentaliste des groupes Hypocrisy et Pain.

## Historique
La création de l'album débute en avril 2018, où les deux musiciens sont désignés pour écrire la bande originale de la pièce de théâtre Hansel Und Gretel, et y composeront six titres ; Wer Weiss Das Schon, Allesfresser, Sauber, Schlaf Ein, Knebel et Blut.
Début septembre 2019, Peter indique sur Instagram qu'un deuxième album sortira en novembre 2019, que celui-ci comportera une ou deux chansons de la bande originale de Hansel Und Gretel, que la chanson Mathematik y figurera également, en précisant que la version rap est un remix, et que la version originale, métal, a été écrite par son fils Sebastian.
Le 13 septembre 2019, le groupe sort Steh Auf, premier extrait de l'album, qui s'accompagne d'un clip vidéo, avec notamment Peter Stormare, acteur et ami de Tägtgren, et annonce par la même occasion la sortie du deuxième album, intitulé F & M, album qui, contrairement à ce qu'a dit Tagtgren, contient cinq pistes d 'Hänsel und Gretel (Allesfresser, Blut, Knebel, Schlaf Ein, et Wer Weiss Das Schon?), Mathematik figurera seulement sur les versions deluxe et vinyle de l'album et sera finalement une version trip-hop sans Haftbefehl, et non métal comme l'avait dit Tägtgren, tandis que le morceau Ach So Gern sera un tango, qui aura également une version métal chantée par Till et qui sera également présente dans la version deluxe de l'album.
Le 18 octobre 2019, le groupe sort un deuxième single : Ich Weiss Es Nicht, deuxième extrait de l'album, un clip vidéo sortira le 20 octobre 2019.
Le premier novembre 2019, le groupe sort Knebel, troisième single et cinquième piste de l'album F & M, un clip vidéo sort le premier novembre 2019, dans un premier temps en version non censurée mais montrée une seule et unique fois, mais elle n'est présente que sur des sites pour adultes. Sur Youtube, elle est postée avec des censures via des caches noir censored en raison de son caractère pornographique. La chanson figure également dans le single physique de Ich Weiss Es Nicht, sorti le même jour.
Le 4 novembre 2019, le groupe annonce une tournée européenne de 12 dates nommée Lindemann F & M Europe tour.
Le 22 novembre 2019, l'album sort sur toutes les plateformes d'écoute en streaming et dans les grandes surfaces.
Le 23 novembre, le groupe sort le clip vidéo de Frau Und Mann, sixième piste de l'album, vidéo où le groupe collabore de nouveau avec Peter Stormare et Svetlana Loboda, chanteuse qui a représenté l'Ukraine à l'Eurovision 2009.
Le 23 décembre 2019 sort le clip de Ach So Gern, septième piste de l'album, suivi le 12 Janvier 2020 par le clip en une seule prise, puis le 13 Janvier, le groupe sort 3 remix dont cellui de Pain (déjà présente sur la version deluxe de l'album), puis une version orchestrale de Clemens Wijers, une version Balkans de Drago Baotic. 
Le 4 Février 2020, le groupe sort le clip de Platz Eins, dixième piste de l'album. Comme pour Knebel, la vidéo sur You Tube est une version censurée pour son caractère pornographique, mais la version non censurée est présente sur les sites pour adultes.

## Réception
L'album est plutôt bien reçu par différents magazines[source secondaire nécessaire], et qui, selon eux a la particularité d'être varié, contrairement au premier Opus Skills In Pills. Au bout d'une semaine, le disque est premier des ventes en Allemagne et en Russie[réf. nécessaire], et le groupe le montre fièrement avec un teaser du clip de la chanson Platz Eins, puisque le thème de la chanson porte sur le fait d'avoir les meilleures chansons et que tout le monde aime[source secondaire nécessaire].

## Certifications
| Pays      | Certification | Ventes    | Date |
| --------- | ------------- | --------- | ---- |
| Allemagne | 1 × Or        | 100 000 + | 2020 |

## Liste des titres
1. Steh Auf
2. Ich Weiss Es Nicht
3. Allesfresser
4. Blut
5. Knebel
6. Frau Und Mann
7. Ach So Gern
8. Schlaf Ein
9. Gummi
10. Platz Eins
11. Wer Weiss Das Schon
12. Mathematik
13. Ach So Gern (Pain version)

## Singles et clips
- Steh Auf sorti le 13 septembre 2019 avec un remix du groupe Trivium.
- Ich Weiss Es Nicht sorti le 18 octobre 2019 avec un remix du groupe Ministry.
- Knebel sorti le 1er novembre 2019 et en face B sur le single physique du single Ich Weiss Es Nicht.
- Frau Und Mann sorti le 23 novembre 2019 seulement sous forme de clip.
- Ach So Gern sorti le 23 Décembre 2019 avec deux clips et trois remix dont un métal de Pain présente sur la version deluxe de l' album, une version orchestrale de Clemens Wijers et une version Balkan de Drago Baotic.
- Platz Eins sort le 4 Février 2020, seulement sous forme de clip.